# Dryolimnas cuvieri
El rascón de Cuvier (Dryolimnas cuvieri) es una especie de ave gruiforme en la familia Rallidae.

## Distribución y hábitat
Se la encuentra en Comoros, Madagascar, Mayotte, y Seychelles. Una subespecie no voladora, Dryolimnas cuvieri aldabranus (rascón de Aldabra), habita en Aldabra, mientras que otra, D. c. abbotti (rascón de Asunción), de la isla de Asunción se extinguió a comienzos del siglo XX a causa de depredadores introducidos.
En la actualidad es el último miembro sobreviviente del género Dryolimnas y se cree que es la última ave no voladora del Océano Índico. Sus hábitats naturales son los bosques bajos húmedos subtropicales o tropicales y los manglares.

## Evolución
D. cuvieri aldabranus es una de las pocas especies que ha tenido evolución iterativa, o que una especie evolucione el mismo rasgo dos veces. Hace 136 000 años el primer grupo de D. cuvieri aldabranus se extinguió por una inundación en Aldabra. Miles de años después, los niveles de agua bajaron, y otro grupo de Dryolimnas cuvieri voló a la misma isla. Este grupo evolucionó el mismo rasgo de perder el vuelo.